# Duilio Vallebuona
Duilio Vallebuona Reyes (Lima, 6 de julio de 1992) es un tenista profesional, exmodelo y personalidad de televisión peruano.
Vallebuona estudió la carrera de administración de empresas en la Universidad de Piura, siendo egresado en 2021.
Fue ganador de tres títulos de dobles en el ITF World Tennis Tour en el año 2014. Hizo su debut en la Copa Davis en representación de su país, en una eliminatoria de 2015 contra Chile en Santiago y fue derrotado en su partido de individuales por el tenista Nicolás Jarry. También participó en un empate contra Uruguay en Lima en 2016, que ganaron los peruanos.
Fuera del deporte, Vallebuona ganó reconocimiento en la televisión peruana, participando en el reparto central del reality show Esto es guerra de América Televisión durante el año 2016, desempeñándose en el rol de competidor, retornando al programa en 2022, en reemplazo del cantante urbano Jota Benz. Al año siguiente, se suma al otro formato del mismo género Combate con el mismo rol durante el periodo 2017-2018. Fue ganador del Mister Internacional Perú 2018 y viajó a Filipinas para competir en el certamen central Mister Internacional.
En 2024, fue el primer conductor del programa web Agricooltores cuya sinopsis es de formato informativo acerca de la agricultura, compartiendo el rol junto al periodista, cineasta y presentador Gino Tassara hasta su retiro al año siguiente,siendo reemplazado con él por Vania Torres y Junior Silva.

## Competencias

### Dobles: 6 (3–3)
| Resultado | G–L | Fecha              | Torneo                  | Superficie | Compañero         | Oponentes                             | Puntaje          |
| --------- | --- | ------------------ | ----------------------- | ---------- | ----------------- | ------------------------------------- | ---------------- |
| Perdió    | 0–1 | Marzo de 2014      | Perú F2, Lima           | Arcilla    | Alejandro Mendoza | Federico Coria Marc Giner             | 2–6, 6–3, [5–10] |
| Ganó      | 1–1 | Abril de 2014      | Colombia F1, Pereira    | Arcilla    | Federico Zeballos | Felipe Mantilla Eduardo Struvay       | 6–3, 7–6(5)      |
| Perdió    | 1–2 | 2 de julio de 2014 | México F8, Quintana Roo | Duro       | Lucas Gómez       | Mauricio Echazú Jorge Panta           | 1–6, 6–7(1)      |
| Perdió    | 1–3 | Julio de 2014      | Venezuela F2, Valencia  | Duro       | Jorge Panta       | Mateo Nicolas Martinez Luis Patiño    | 2–6, 4–6         |
| Ganó      | 2–3 | Julio de 2014      | Bolivia F1, Cochabamba  | Arcilla    | Franco Feitt      | Augusto Laranja Alexandre Tsuchiya    | 6–2, 7–6(3)      |
| Ganó      | 3–3 | Septiembre de 2014 | Bolivia F2, La Paz      | Arcilla    | Franco Feitt      | Christopher Díaz Figueroa Luis Patiño | 7–5, 6–0         |

## Créditos

### Televisión
- Esto es guerra (América Televisión; 2016, 2022), competidor.
- Reto de campeones (Latina Televisión; 2016), competidor.
- Combate (ATV; 2017-2018), competidor.
- El origen del origen (ATV; 2018), competidor.

### Programas web
- Agricooltores (2024-2025), presentador.